# Zampano
Zampano bzw. der große Zampano  (italienisch Zampanò von zampa „Pfote, Tatze“, umgangssprachlich für „Hand“) ist eine der drei Hauptfiguren aus dem Film La Strada – Das Lied der Straße (1954) des italienischen Regisseurs Federico Fellini. Durch diese Filmfigur ist der Begriff Zampano ursprünglich einzig negativ belegt. Anthony Quinn spielt hier einen Prahler, der sich lautstark in Szene setzt und mit viel Tamtam Eindruck schinden will. Seinen staunenden Mitmenschen versucht er weiszumachen, er könne sogar Unmögliches möglich machen.
Eine andere Darstellung der Figur des Zampano als ein (jenseitiger?) Macher im Hintergrund, der auf das Schicksal anderer Personen Einfluss nimmt, findet sich in Freddy Brecks Schlager Der große Zampano aus dem Jahr 1975.
Heutzutage hat sich die Konnotation des Begriffs Zampano im Sprachgebrauch vieler Menschen etwas gewandelt, wenn auch nicht für die Redewendung „den großen Zampano spielen“. Er steht jetzt oft als Synonym für jemanden, der alle Fäden in der Hand hat oder zu haben scheint. So wurde beispielsweise der Engländer Bernie Ecclestone von den deutschsprachigen Massenmedien oft als „der (große) Zampano der Formel 1“ bezeichnet.